# Kołpaczek zwisły
Kołpaczek zwisły (Homophron cernuum (Vahl) Örstadius & E. Larss.  – gatunek grzybów należący do rodziny kruchaweczkowatych (Psathyrellaceae).

## Systematyka i nazewnictwo
Pozycja w klasyfikacji według Index Fungorum: Homophron, Psathyrellaceae, Agaricales, Agaricomycetidae, Agaricomycetes, Agaricomycotina, Basidiomycota, Fungi.
Po raz pierwszy opisał go w 1790 r. Martin Vahl nadając mu nazwę Agaricus cernuus. Obecną, uznaną przez Index Fungorum nazwę nadali Leif Örstadius i Ellen Larsson w 2015 r.
Ma 24 synonimy. Niektóre z nich:
- Clitocybe dealbata var. minor (Cooke) Bon 1982
- Psathyrella cernua (Vahl) G. Hirsch 1984
- Psathyrella papyracea (Pers.) Vašutová 2008
- Psilocybe papyracea (Pers.) J.E. Lange 1936

Polską nazwę zaproponował Franciszek Błoński w 1889 r. Jest ona niespójna z aktualną nazwą naukową.

## Występowanie
Homophron spadiceum jest szeroko rozprzestrzeniony na całej półkuli północnej. Podano także jego występowanie w Australii i na Nowej Zelandii. Władysław Wojewoda w swoim zestawieniu grzybów wielkoowocnikowych Polski w 2003 r. przytacza tylko jedno stanowisko z Puszczy Białowieskiej, podane przez F. Błońskiego w 1889 r, ale obecnie nie znajduje się ono już na terenie Polski, lecz na Białorusi. Według W. Wojewody jest to w Polsce gatunek wymarły, jednak wiele jego aktualnych stanowisk podaje internetowy atlas grzybów. Jest w nim zaliczony do gatunków rzadkich, wartych objęcia ochroną. 
Grzyb saprotroficzny. Występuje w lasach na martwym drewnie drzew liściastych, na łąkach, zwykle w pobliżu pni drzew, czasami w dziupli.